# Tabaco

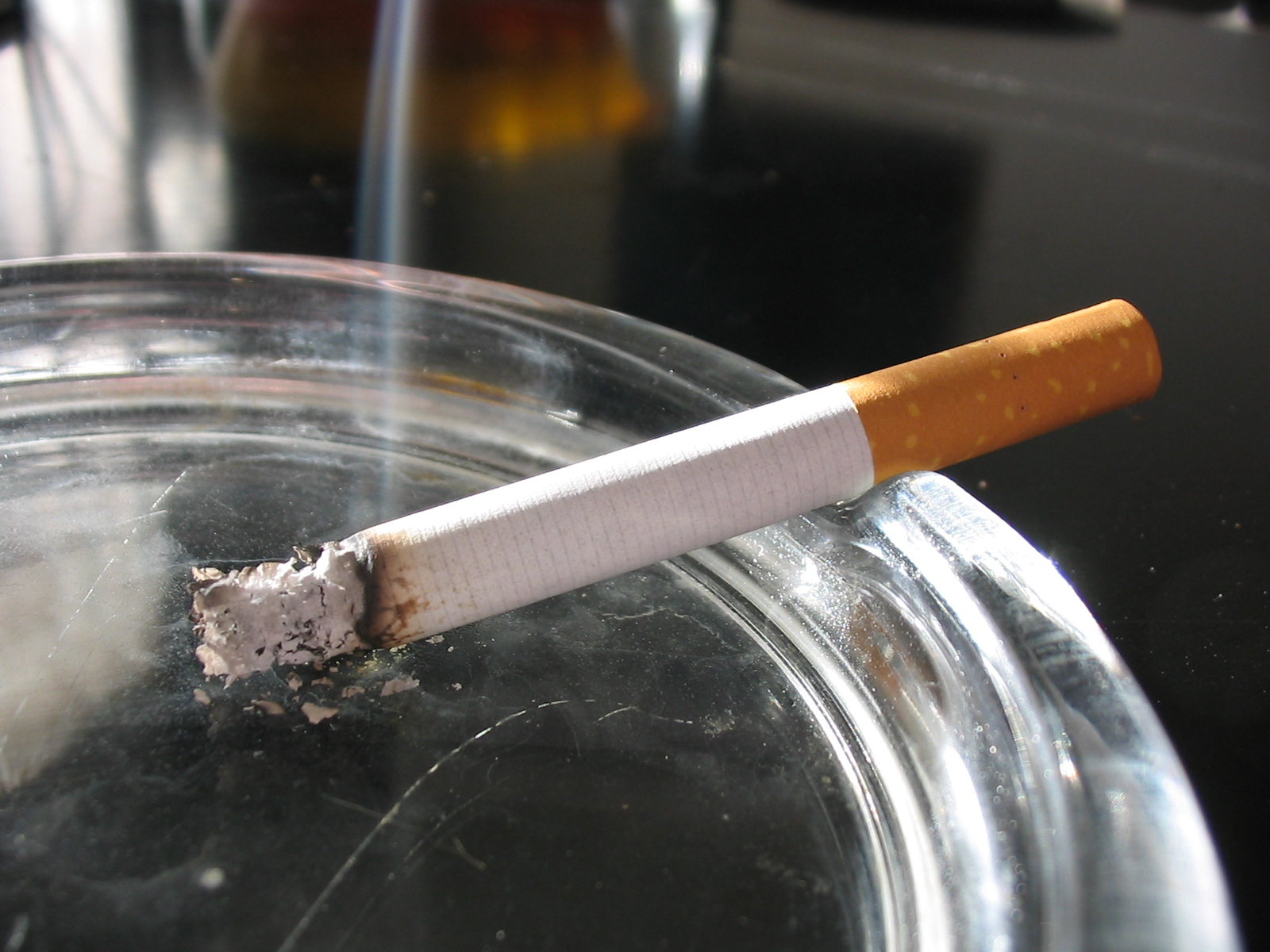
Cigarrillo de tabaco encendido posado sobre un cenicero.

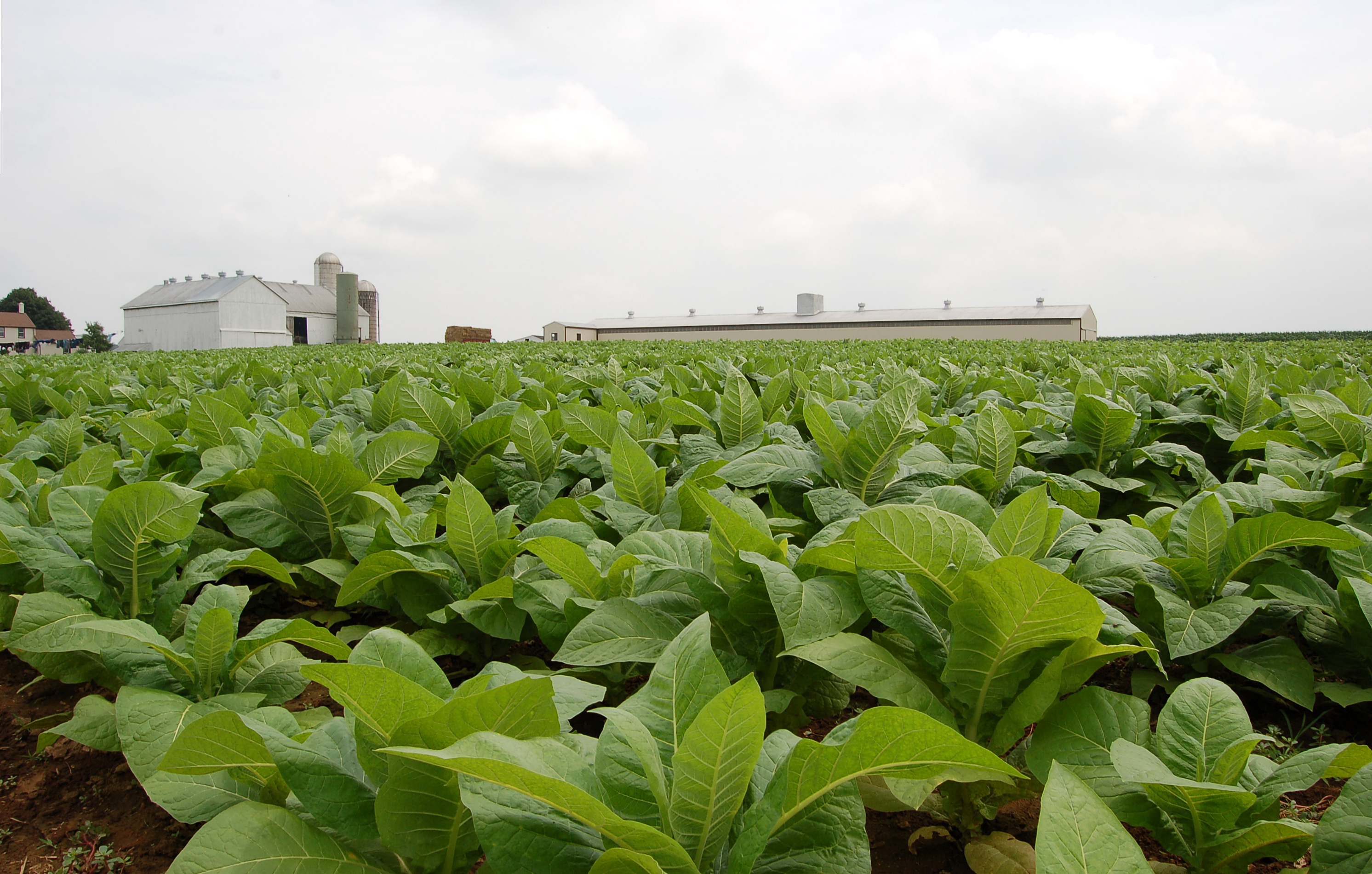
Plantación de tabaco en Pensilvania, Estados Unidos.

El tabaco es un producto agrícola procesado a partir de las hojas de Nicotiana tabacum. Se consume de varias formas, de las que la principal es inhalando el humo que se produce por la combustión de cigarros, cigarrillos o puros. Se utiliza desde hace milenios y tiene su origen en el continente americano, desde donde se extendió a Europa en el siglo XVI y, posteriormente, al resto del mundo. Se comercializa legalmente de manera global (salvo en Bután), aunque en muchos países tiene numerosas restricciones de consumo, por sus efectos adversos para la salud pública o por las creencias religiosas del lugar. Entre las numerosas sustancias que lo componen, la nicotina, un alcaloide que se encuentra en las hojas en proporciones variables, es una sustancia altamente adictiva que se asocia a una serie de efectos negativos para la salud y que en dosis altas es potencialmente letal.
El género Nicotiana abarca más de 50 especies clasificadas en cuatro grupos principales: Nicotiana tabacum, Nicotiana petunoides, Nicotiana rustica y Nicotiana polidiclia. La especie Nicotiana tabacum se puede clasificar en cuatro variedades: havanesis, brasilensis, virgínica y purpúrea, que son el origen de las distintas variedades usadas en la comercialización. La hoja de tabaco es una materia prima importante en la producción de cigarrillos y su grado de calidad incide directamente en la calidad de los productos comercializados.
El consumo de tabaco es un factor de riesgo para muchas enfermedades, especialmente las que afectan al corazón, el hígado y los pulmones, y muchos tipos de cáncer. En 2008, la Organización Mundial de la Salud (OMS) definió al tabaco como «la principal causa en el mundo de muertes evitables». A comienzos del siglo XXI, la OMS estimaba que el tabaco era el responsable de más de cinco millones de muertes cada año y de al menos 100 millones de muertes en todo el siglo XX. Según las estimaciones de la propia OMS, de seguir las tendencias actuales, la cifra de muertes por tabaquismo podría elevarse a ocho millones anuales en el 2030, hasta totalizar un estimado de 1000 millones de muertes a lo largo del siglo XXI. Desde la década de 1990 se han promovido legislaciones en países desarrollados e iniciativas internacionales, como el Convenio Marco para el Control del Tabaco (OMS), para frenar su consumo aunque, a nivel mundial, éste ha aumentado en las últimas décadas, especialmente en países en vías de desarrollo, mientras que en los países desarrollados se ha estancado o disminuido.

## Etimología
La palabra castellana tabaco tiene un origen discutido, pero generalmente se cree que deriva, al menos en parte, del taíno, el idioma arahuaco de los caribes. En taíno, se utilizaba para designar tanto al rollo de hojas de tabaco (de acuerdo a los relatos de Bartolomé de las Casas, 1552), como a una especie de pipa (tabago) en forma de L que se usaba para fumar el humo del tabaco (de acuerdo a los relatos de Oviedo, con las propias hojas siendo referidas como cohiba). Otras versiones tomadas de cronistas españoles proponen que «tabaco» proviene de la castellanización del lugar donde la planta fue descubierta, ya sea Tobago, una isla antillana, o la localidad mexicana de Tabasco.
Sin embargo, tal vez por coincidencia, palabras similares en castellano, portugués e italiano se usaban desde el  año 1410 para ciertas hierbas medicinales. Estas probablemente derivan del árabe طُبّاق «tabbaq», (también طُباق ṭubāq), una palabra que supuestamente data del siglo IX y se refiere a varias hierbas, entre las que se encuentra la olivarda, el eupatorio, entre otras.

## Historia

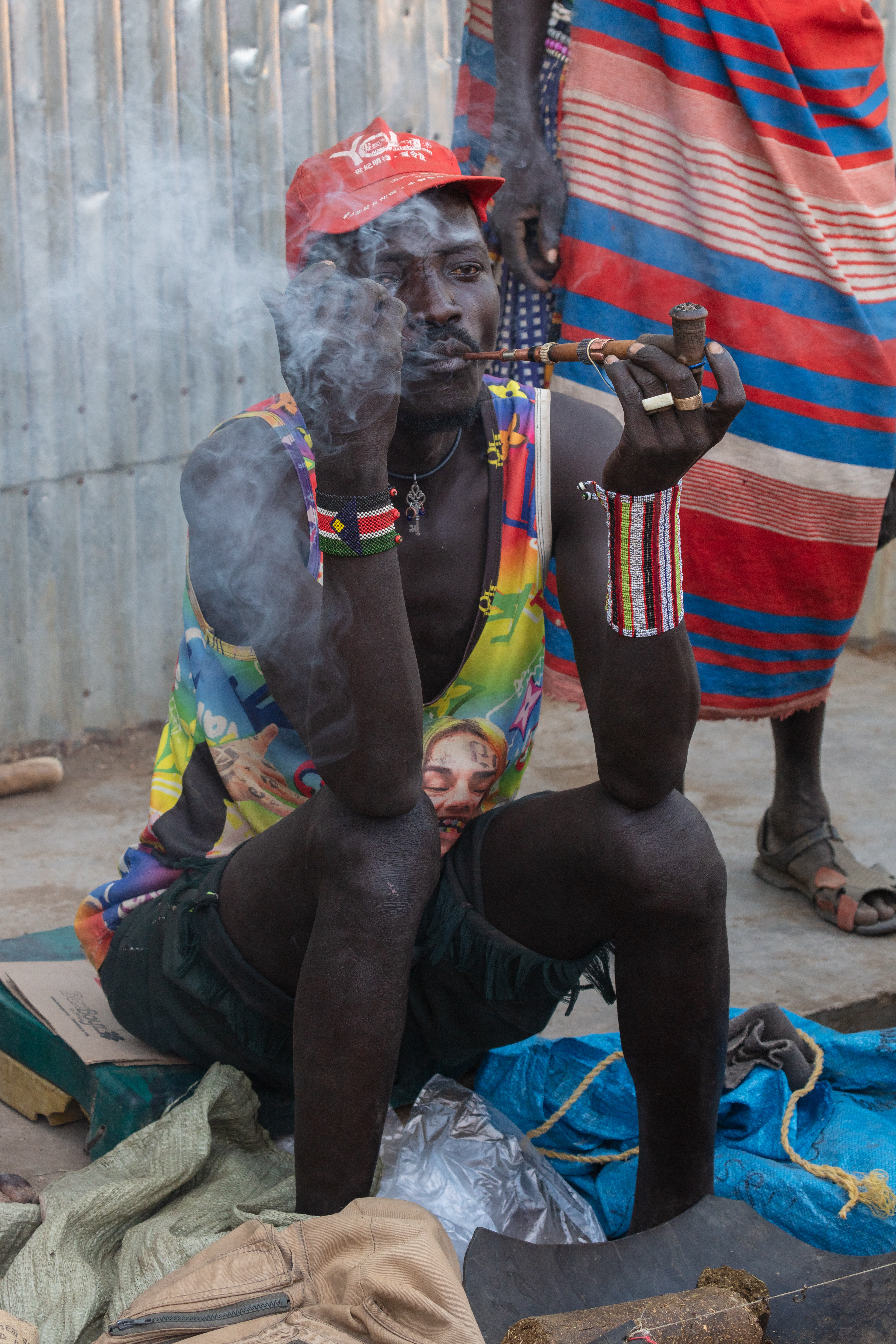
Furmador de tabaco en Sudán del Sur.

### Origen y consumo en la América precolombina
Los expertos en vegetales han determinado que el centro del origen del tabaco se sitúa en la zona andina entre Perú, Ecuador y Colombia. Los primeros cultivos debieron tener lugar entre 5000 y 3000 años a. C. Cuando se coloniza América el consumo estaba extendido por todo el continente. Fumar (inhalar y exhalar el humo del tabaco) era una de las muchas formas de consumo en América del Sur, también se aspiraba por la nariz como rapé o singada, se masticaba, se comía, se lamía, se bebía, se untaba sobre el cuerpo, se aplicaba en gotas en los ojos y se usaba en enemas. Se usaba en ritos como soplarlo sobre el rostro de guerreros antes de la lucha, se esparcía en los campos antes de sembrar, se ofrecía a los dioses, se derramaba sobre las mujeres antes de una relación sexual, y tanto hombres como mujeres lo utilizaban como narcótico.
El tabaco fue conocido por los europeos en 1492 con ocasión de la llegada de Cristóbal Colón y sus expedicionarios al Caribe en su primer viaje, según el relato del cronista Bartolomé de Las Casas (1561)

...siempre los hombres con un tizón en las manos, y ciertas hierbas para tomar sus sahumerios, que son unas hierbas secas metidas en una cierta oja, seca también, á manera de mosquete hecho de papel, de los que hacen los muchachos la pascua del Espíritu Santo, y encendido por la una parte del por la otra chupan, ó sorben, ó reciben con el resuello para adentro aquel humo, con el cual se adormecen las carnes y cuasi emborracha, y así, diz que, no sienten el cansancio. Estos mosquetes, ó como los llamaremos, llaman ellos tabacos.

 En una obra anterior, la Apologética historia sumaria (1527), Las Casas aporta más detalles en su descripción:

En esta isla Española y en las comarcanas tenían otra manera de yerba como proprias lechugas, y esta secaban al sol y al fuego, y hacían de unas hojas de árbol secas un rollete como se hace un mosquete de papel, y metían dentro una poca de aquella yerba y encendían el mosquete por una parte, y por la otra sorbían ó atraían el humo hacia dentro en el pecho, lo cual les causaba un adormicimiento en las carnes y en todo el cuerpo, de manera que ni sentían hambre ni cansancio, y estos mosquetes llamaban 'tabacos', la medía sílaba luenga.

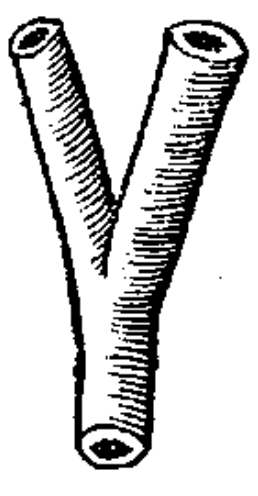
Primera ilustración de la pipa de tabaco, por el cronista Gonzalo Fernández de Oviedo (1535)

Un cronista contemporáneo, Gonzalo Fernández de Oviedo describe el consumo del tabaco en su Historia General de las Indias (1535) como parte de un ritual y describe sus efectos somníferos:

... é tomaban el aliento é humo para si una é dos é tres é mas veçes, quanto lo podían porfiar, hasta que quedaban sin sentido grande espaçio, tendidos en tierra, beodos ó adormidos de un grave é muy pessado sueño... é á aquel tal instrumento con que toman el humo, ó á las cañuelas que es dicho llaman los indios 'tabaco',...Esta hierva tenían los indios por cosa muy presçiada, y la criaban en sus huertos é labranças, para el efeto que es dicho; dándose á entender que este tomar de aquella hierva é záhumerio no tan solamente les era cosa sana, pero muy sancta cosa...

Oviedo también menciona su uso medicinal y para superar el cansancio. Entiende que "tabaco" es el nombre de la pipa, que dibuja con dos salidas para sendas fosas nasales. La variedad maya conocida como Cikar (fumar), se extendió por todo el continente gracias al comercio. Rodrigo de Jerez y Luis de la Torre, compañeros de Cristóbal Colón, fueron los primeros europeos en conocer su existencia. Rodrigo, a su vuelta a España, fue encarcelado por la Inquisición acusado de brujería, ya que solo el diablo podía dar a un hombre el poder de sacar humo por la boca.
En el año 1500, el explorador portugués Pedro Álvares Cabral reportó que los nativos del actual Brasil lo utilizaban para tratar abscesos ulcerados, fístulas, llagas, pólipos inveterados, entre otras dolencias. En 1529 el misionero español Bernardino de Sahagún registró que curanderos originarios del actual México utilizaban el tabaco para tratar el dolor de cabeza, el catarro, el resfriado y la inflamación de los ganglios linfáticos del cuello.

### Adopción en Europa

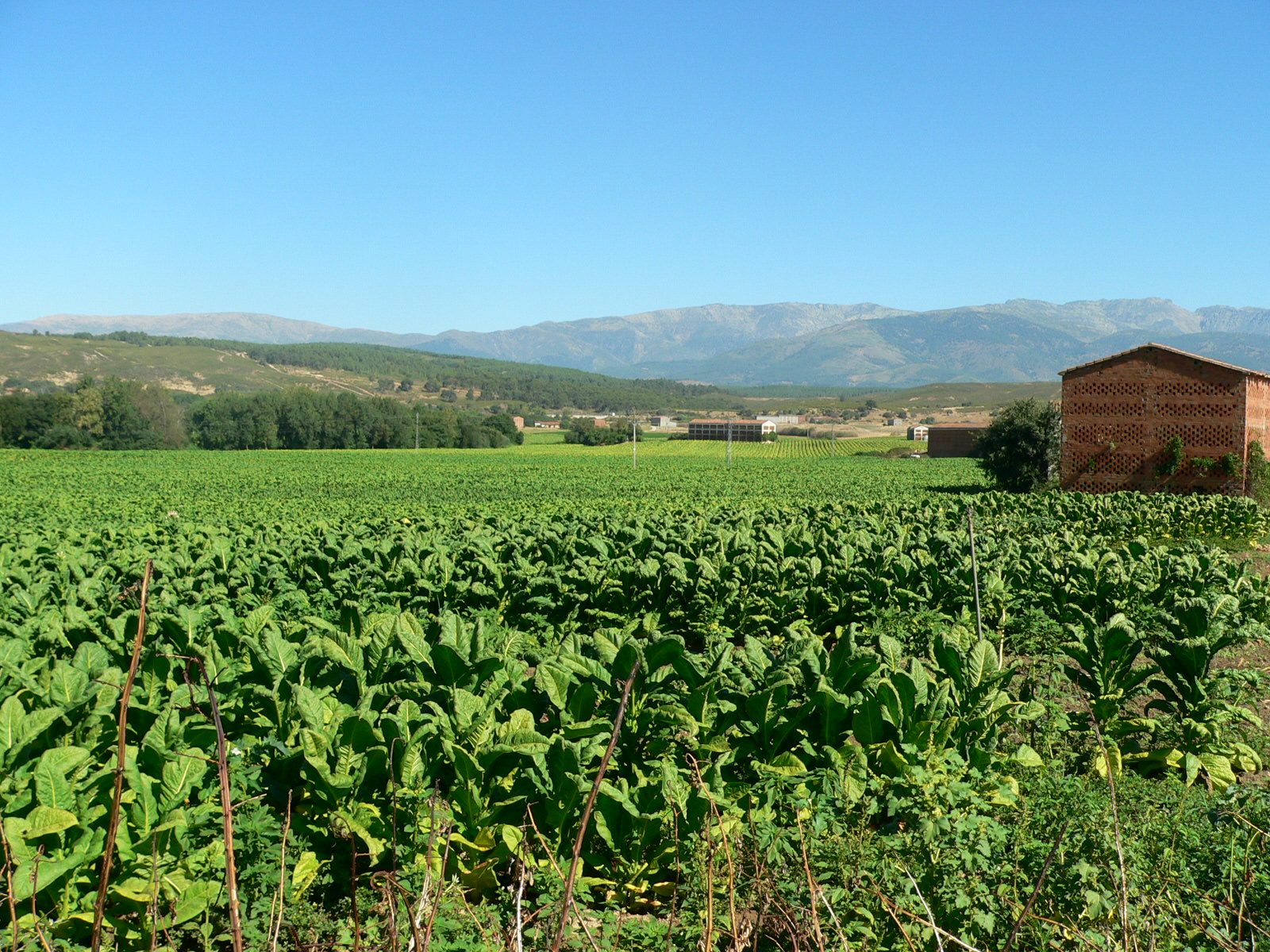
Cultivo de tabaco en la comarca extremeña de La Vera (España)

Los primeros cultivos de tabaco realizados por los españoles existían hacia 1530 en territorio de la isla de Santo Domingo. Las Casas realiza, en su Historia de Indias, la primera mención a la adicción de europeos al tabaco:

Españoles cognoscí yo en esta isla Española, que los acostumbraron á tomar, que, siendo reprendidos por ello, diciéndoles que aquello era vicio, respondían que no era en su mano dejarlos de tomar; no se qué sabor ó provecho hallaban en ellos.

Aproximadamente en 1560, según Nicolás Monardes, el guardián de una prisión obsequió al embajador francés en Lisboa, Jean Nicot, una hierba que describió como una extraña planta traída de Florida. El embajador la hizo plantar en su jardín donde "creció y se multiplicó maravillosamente". Este ejemplar se utilizó para tratar a un cortesano portugués, que tenía una enfermedad bucal a la que Nicot denominó Noli me tangere, el cual mejoró sustancialmente tras diez días de aplicarle un extracto de hojas de tabaco en las mejillas. Dado el presunto éxito del tratamiento, Jean Nicot envió un ejemplar al rey de Francia, Francisco II, para que pueda tratar a dos cortesanas que tenían carcinoma. Este ejemplar también se multiplicó y el tabaco se empezó a utilizar para tratar diversas patologías de miembros de la corte francesa, incluyendo a Catalina de Médici.
Por orden de Felipe II, el médico y botánico Francisco Hernández de Boncalo, fue quien llevó las primeras semillas de tabaco a España en 1577. Estas semillas fueron plantadas en los alrededores de Toledo, en una zona llamada los Cigarrales porque solían ser invadidas por plagas de cigarra. Allí se inició el cultivo de tabaco en Europa y, por este motivo, algunos historiadores asocian el nombre de cigarro con estas fincas.
Su extensión por el continente europeo ocurrió gracias al embajador francés en Portugal Jean Nicot 1530-1600. En su honor, Linneo introduce la denominación Nicotiana en su clasificación de Botánica (Species Plantarum de 1753). Nicot lo introdujo en su forma aspirada (rapé) y la popularizó al, supuestamente, «curar» a Catalina de Médicis (esposa de Enrique II) de unas migrañas, por lo que se le denominó hierba de la reina, Catalinaria Nuduca y hierba del embajador. En 1574, el botánico flamenco Carolus Clusius aseguró que «el tabaco es un remedio universal, para enfermedades de todo tipo».
El tabaco no constituyó un problema de salud hasta la Revolución Industrial, momento en el que comenzó la producción masiva. La publicidad, principalmente en los niños y jóvenes, se convertía en su modelo de comportamiento, emitiendo diversos mensajes. Pero es cierto que, debido a ello, la cifra de muertos a causa del tabaquismo era de un 27,2 % superior al dado actualmente según confirma la Agencia Internacional sobre el Cáncer.

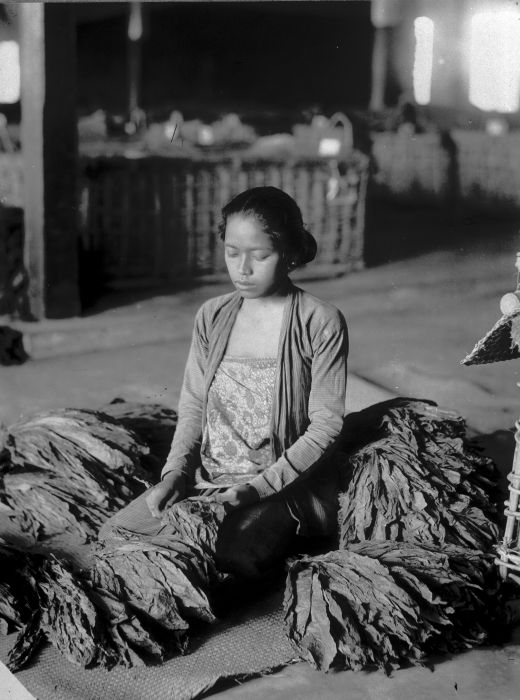
Trabajadora clasificando tabaco por longitud y color en Java (Indonesia), alrededor de 1920.

### SigloXX
Durante el siglo XX, numerosos estudios médicos fueron demostrando los perjuicios del tabaco, y negando su posible utilidad terapéutica. Por otro lado, su consumo pasa de ser mayoritariamente masculino a un mayor equilibrio entre sexos.
No fue hasta la década de 1990 cuando se empezó a hacer eco del efecto nocivo del tabaco aunque, debido a la falta de pruebas, no se tenía del todo en cuenta la gravedad de la situación. A pesar de ello, una sentencia de 1992 del Tribunal Supremo de España estableció que las empresas tabacaleras solo incurrían en delito si ocultaban al consumidor información sobre los efectos nocivos del tabaco, mientras que numerosas demandas presentadas contra ellas habían sido desestimadas.
La Unión Europea y la Organización Mundial de la Salud (OMS), intentaron prohibir en 2001 la publicidad del tabaco en todo el mundo, aunque solo algunos países adoptaron la medida. A partir de 2004 las empresas tabacaleras se vieron obligadas a especificar los aditivos que utilizan en la fabricación del tabaco y todas las cajetillas se empezaron a comercializar con la leyenda: «Fumar mata», «Fumar puede matar» o «Fumar daña gravemente su salud y la de las personas que están a su alrededor».

## Producción mundial
| Principales productores de tabaco (2018) (toneladas) | Principales productores de tabaco (2018) (toneladas) |
| ---------------------------------------------------- | ---------------------------------------------------- |
| China                                                | 2.241.000                                            |
| Brasil                                               | 762.266                                              |
| India                                                | 749.907                                              |
| Estados Unidos                                       | 241.870                                              |
| Indonesia                                            | 181.095                                              |
| Zimbabue                                             | 132.200                                              |
| Zambia                                               | 115.950                                              |
| Tanzania                                             | 107.009                                              |
| Pakistán                                             | 106.727                                              |
| Argentina                                            | 104.093                                              |

Fuente: FAO

## Tendencias

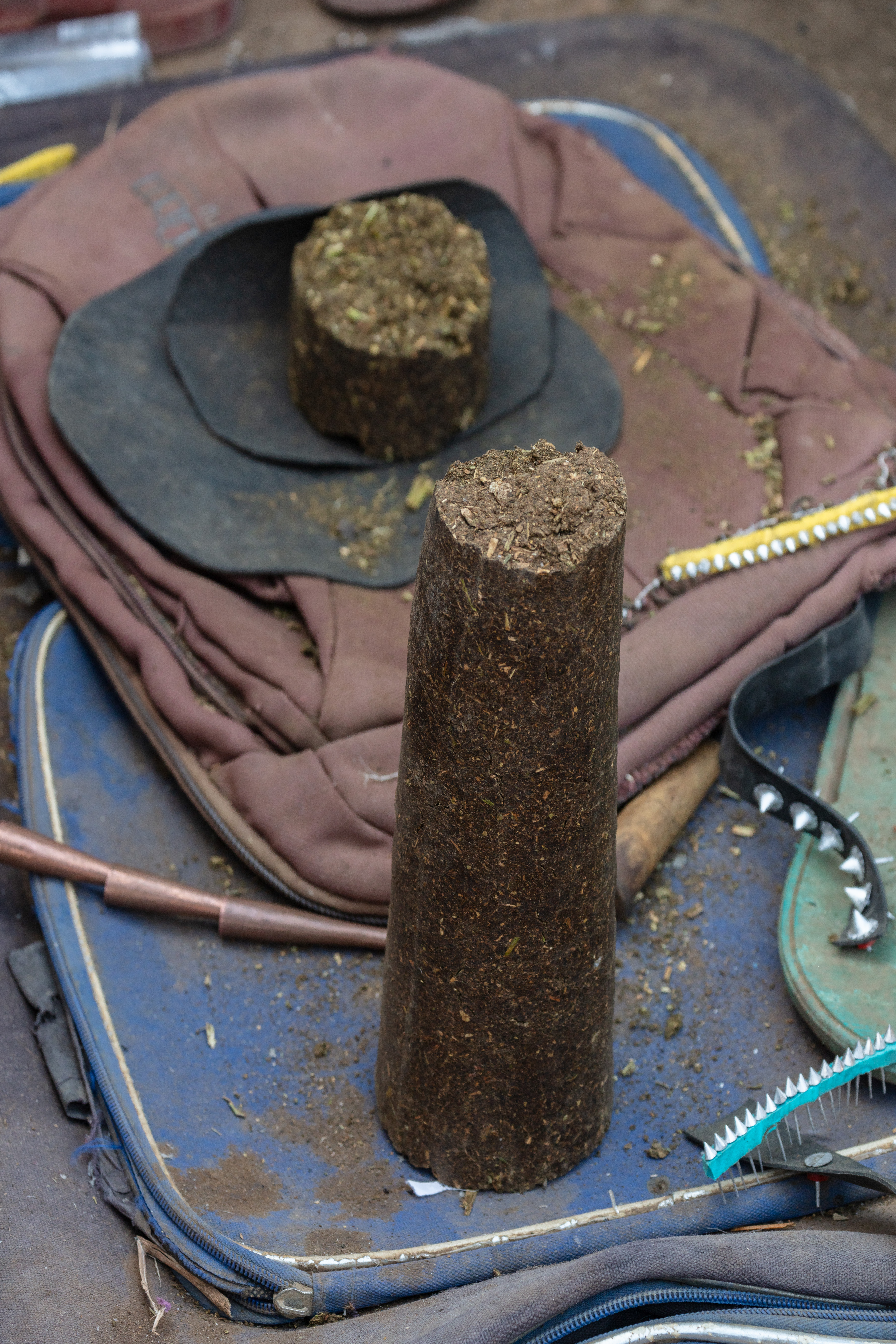
Taco de tabaco para pipa en un mercado de Sudán del Sur.

Según la Organización Mundial de la Salud (OMS), «los países que han reconocido la importancia primordial de informar al público, han logrado un descenso en el consumo de tabaco». Panos, agencia londinense de información, añade: «en muchos hogares, lugares públicos y centros de trabajo del Norte, ya no se considera socialmente aceptable fumar», y muchas personas se ven impedidas de hacerlo en lugares públicos cerrados por las prohibiciones adoptadas en varios países. Estas restricciones son más rígidas en los países desarrollados que en los subdesarrollados, razón por la cual las empresas tabacaleras dirigen su publicidad más hacia las naciones con menos prohibiciones o con leyes más laxas.
En la actualidad, el consumo de tabaco es la principal causa de mortalidad evitable en el mundo. Habida cuenta de los 4,9 millones de defunciones anuales relacionadas con el tabaco, ningún otro producto de consumo es tan peligroso ni mata a tantas personas como el tabaco. Se está trabajando en tratados y leyes en donde se podrá proteger a miles de millones de personas de las devastadoras repercusiones del consumo del tabaco y de la exposición al humo de tabaco.
En el mundo hay más de 1000 millones de personas que fuman tabaco. El porcentaje de fumadores ha disminuido en muchos países desarrollados pero está aumentando en los países en vías de desarrollo.
En la mayoría de poblaciones, entre el 20 y el 66 % de los hombres fuma. Aunque el porcentaje de mujeres que fuman está aumentando, este suele ser inferior al de los hombres que fuman.

## Efectos sobre la salud
El tabaco puede provocar enfermedades del aparato respiratorio. Las patologías más frecuentes asociadas al tabaquismo son la bronquitis y el enfisema. Se trata de dos fenómenos esencialmente de tipo inflamatorio y destructivo, pero que pueden complicarse con lesiones obstructivas, de fibrosis alveolar e incluso de neumotórax. La nicotina tiene también un efecto directo sobre el sistema vascular, pudiendo producir gangrena como complicación de la enfermedad de Buerger. 
Por otra parte, se considera que el hábito del tabaquismo puede influir negativamente en la potencia sexual e infertilidad masculina.
El uso simultáneo del alcohol aumenta la carcinogenicidad del tabaco respecto al cáncer de cabeza y cuello. El tabaco es el responsable del diagnóstico de casi la totalidad de casos de enfermedad pulmonar obstructiva crónica (EPOC), de enfisema y de cáncer de pulmón. 